# Église San Lorenzo in Damaso
Pour les articles homonymes, voir Église San Lorenzo.
L'église San Lorenzo in Damaso (en français : église Saint-Laurent-dans-la-Maison-de-Damase) est une basilique à Rome consacrée au diacre et au martyr romain saint Laurent. Connu depuis l'Antiquité (synode du pape Symmaque, 499) comme Titulus Damasi, car selon la tradition San Lorenzo in Damaso a été construite par le pape Damase Ier depuis sa propre maison, vers les années 380.

## Historique
La basilique fut construite par l'évêque de Rome, Damase (366-384) à l'intérieur du siège de la factio Prasina, dans la partie septentrionale du Champ de Mars. Donato Bramante a reconstruit l'église au XVe siècle, par ordre du  cardinal Raffaele Riario, à la fin des travaux de restauration du palais de la Chancellerie. La dernière restauration était nécessaire après un feu qui a endommagé la basilique en 1944.

## Description

### Intérieur
La première chapelle vers la droite abrite une Vierge avec les saints Filippo Neri et Nicolò par Sebastiano Conca, alors que le plafond est une fresque avec l'Éternité apparaissant à Saint Nicolas par Corrado Giaquinto. La première chapelle vers la gauche abrite la Dernière Cène par Vincenzo Berrettini (XVIIIe-XIXe siècles).
L'autel abrite une icône de la Vierge du XIIe siècle, transférée ici en 1635 depuis l'église di Santa Maria in Grottapinta (it). Il s'agit de l'une des six copies encore présentes à Rome du type iconographique de l'Agiosoritissa attestée depuis le Ve siècle et également appelée Marie Avocate (« Marie Intercessrice »).
Dans la première nef vers la gauche, il y a les statues de saint François Xavier et saint Charles Borromée  par Stefano Maderno. Dans la nef droite, il y a un monument à Gabriella di Savoia Massimo par Pietro Tenerani. Le presbytère, modifié par Bernini, a sur l'autel Sanctification et Couronnement de Marie par Federico Zuccari. Dans la nef à la gauche du presbytère, il y a la chapelle de la Sainte Conception accomplie en fresque (1635-38) par Pietro da Cortona. D'autres travaux incluent le monument du cardinal Trevisano (1505), la Madone de la Joie, attribué à Niccolò Circignani, et le monument d'Annibal Caro (1566), par Giovanni Antonio Dosio.

## Titre cardinalice
L'église de San-Lorenzo-in-Damaso est le siège du titre cardinalice homonyme. Son titulaire actuel est le cardinal Antonio Rouco Varela, archevêque de Madrid.

## Galerie

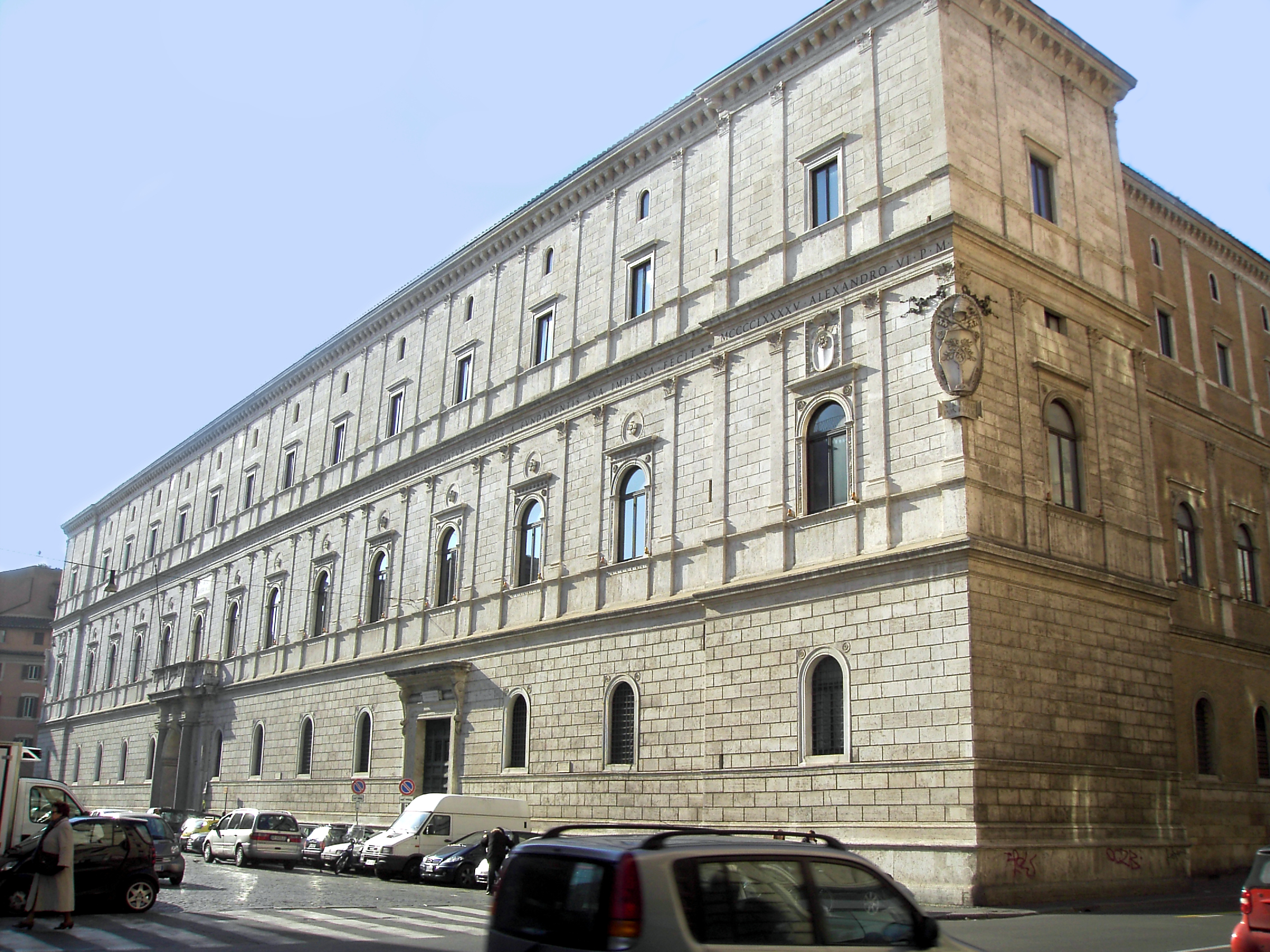
La façade du palais de la Chancellerie. La porte sur la droite est l'entrée de la basilique.
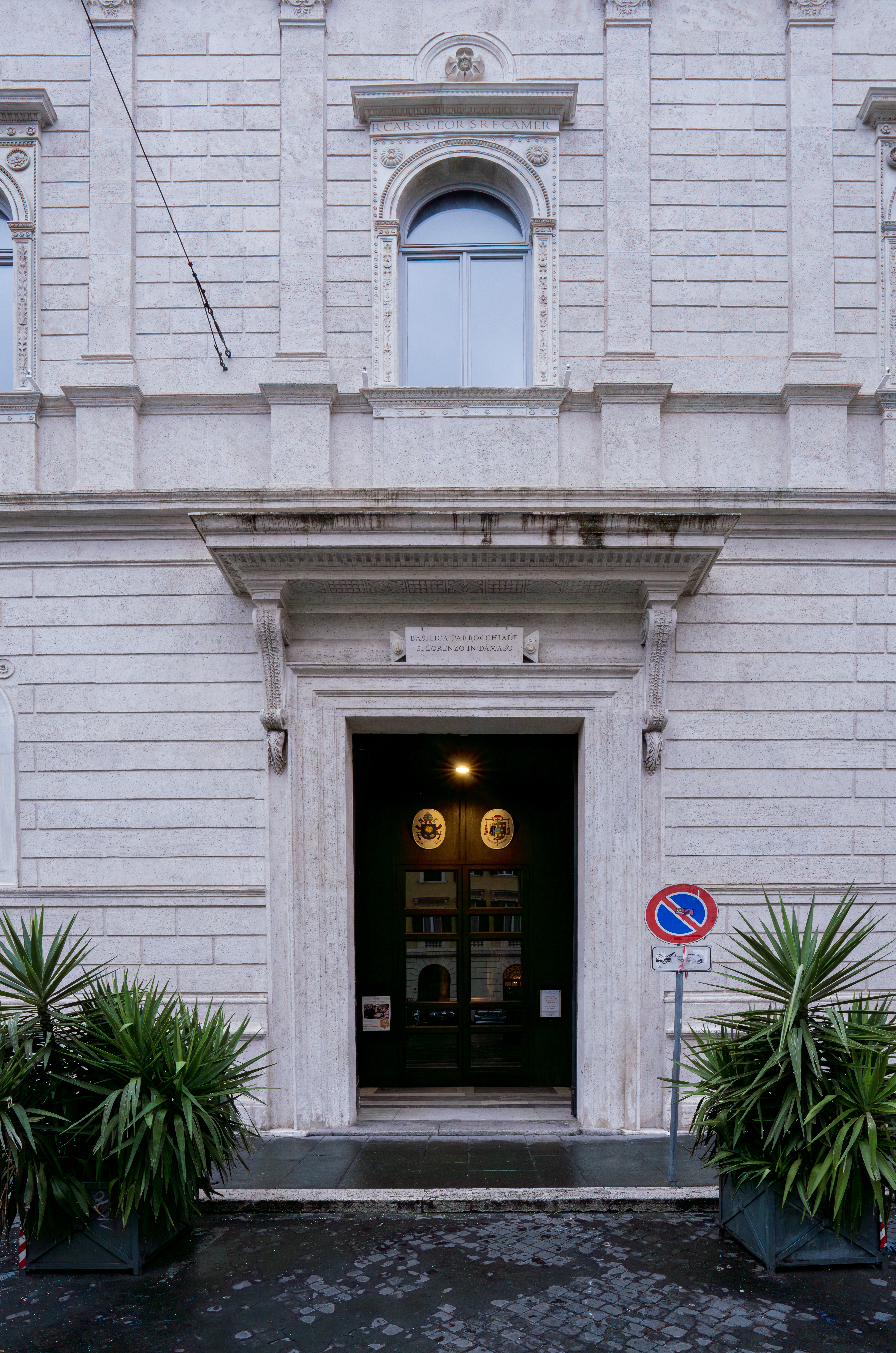
L'entré de l'église.
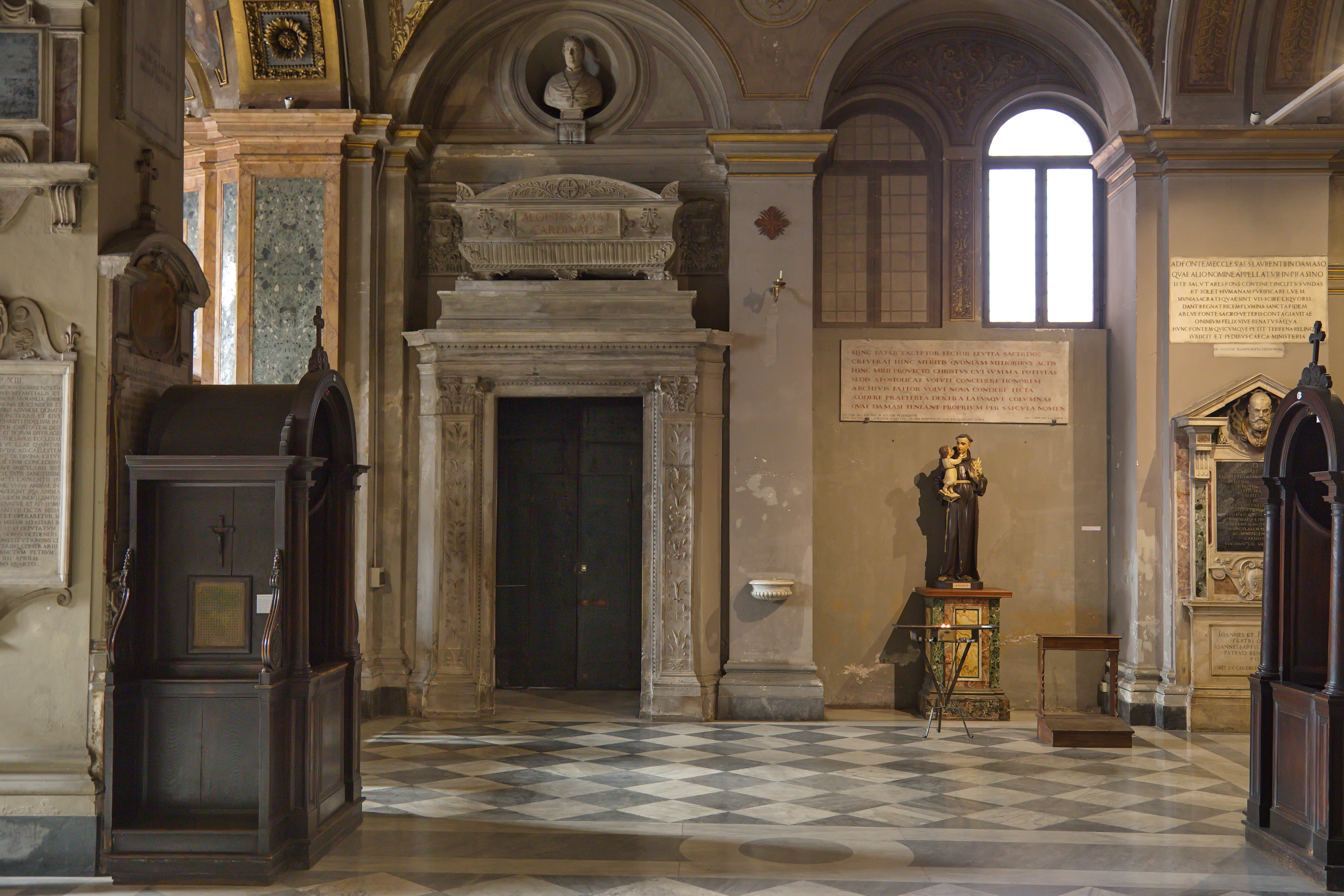
Sortie vers la cour et statue de saint François d'Assise.
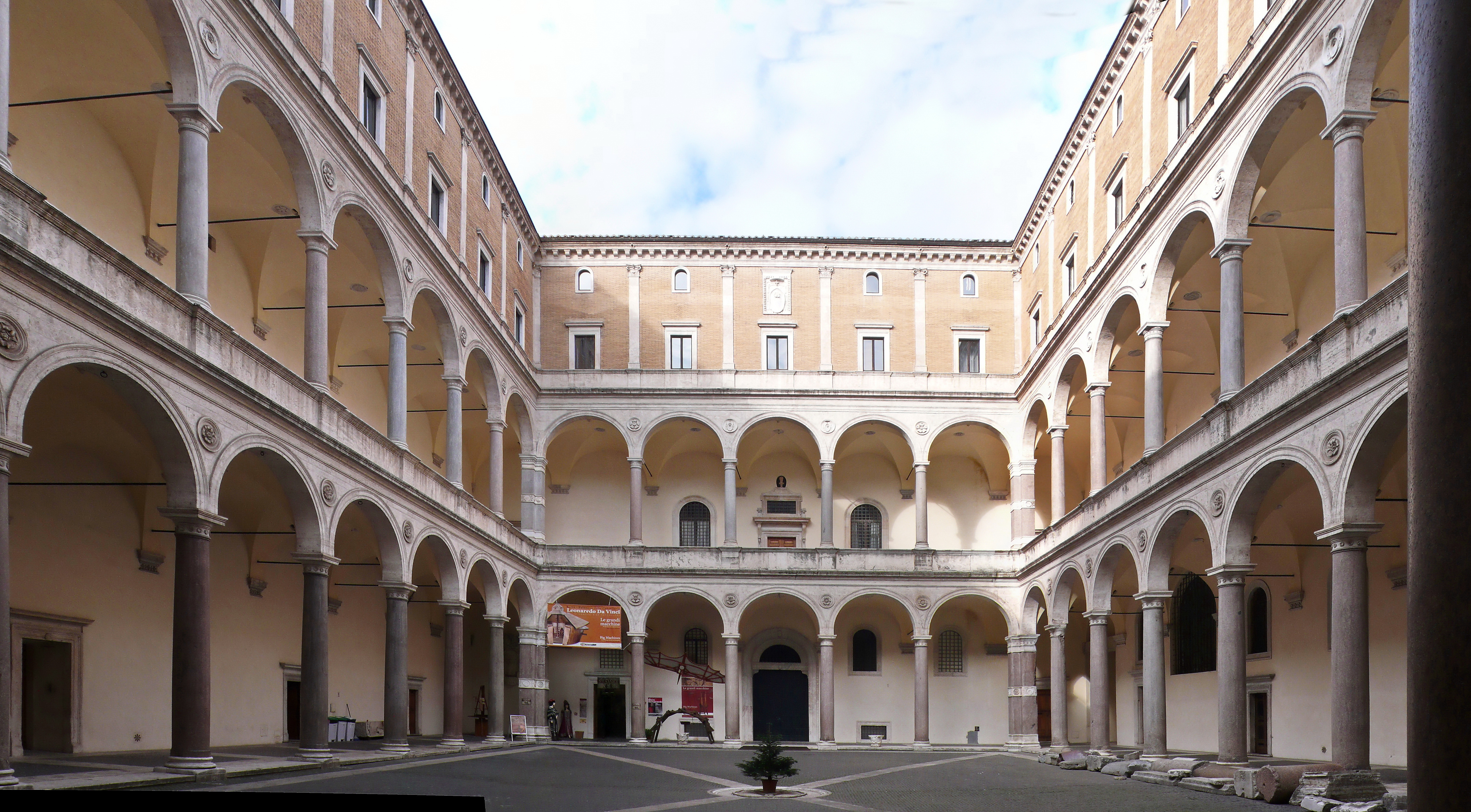
La cour intérieure du palais.
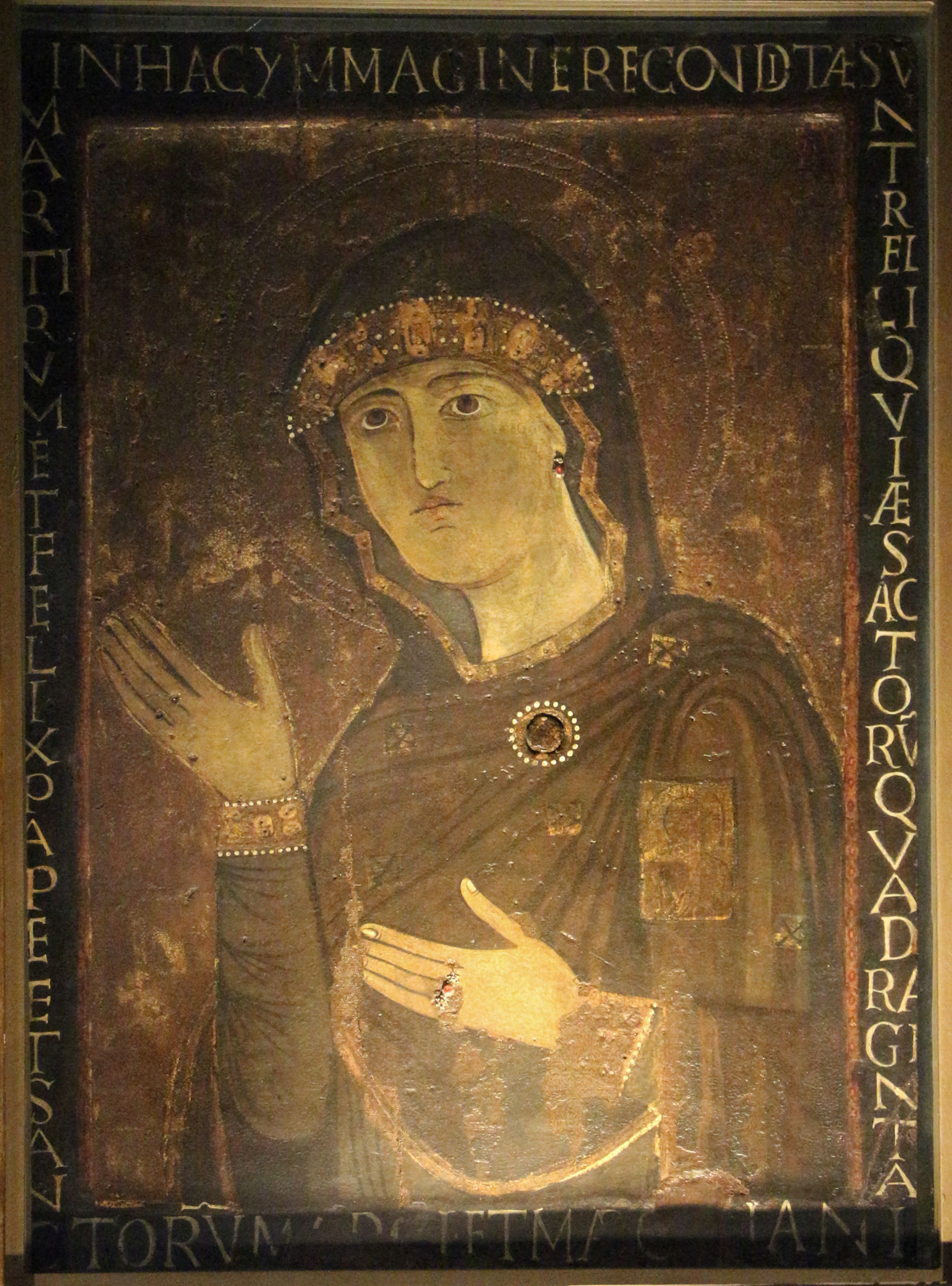
Icône de la Vierge Agiosoritissa.
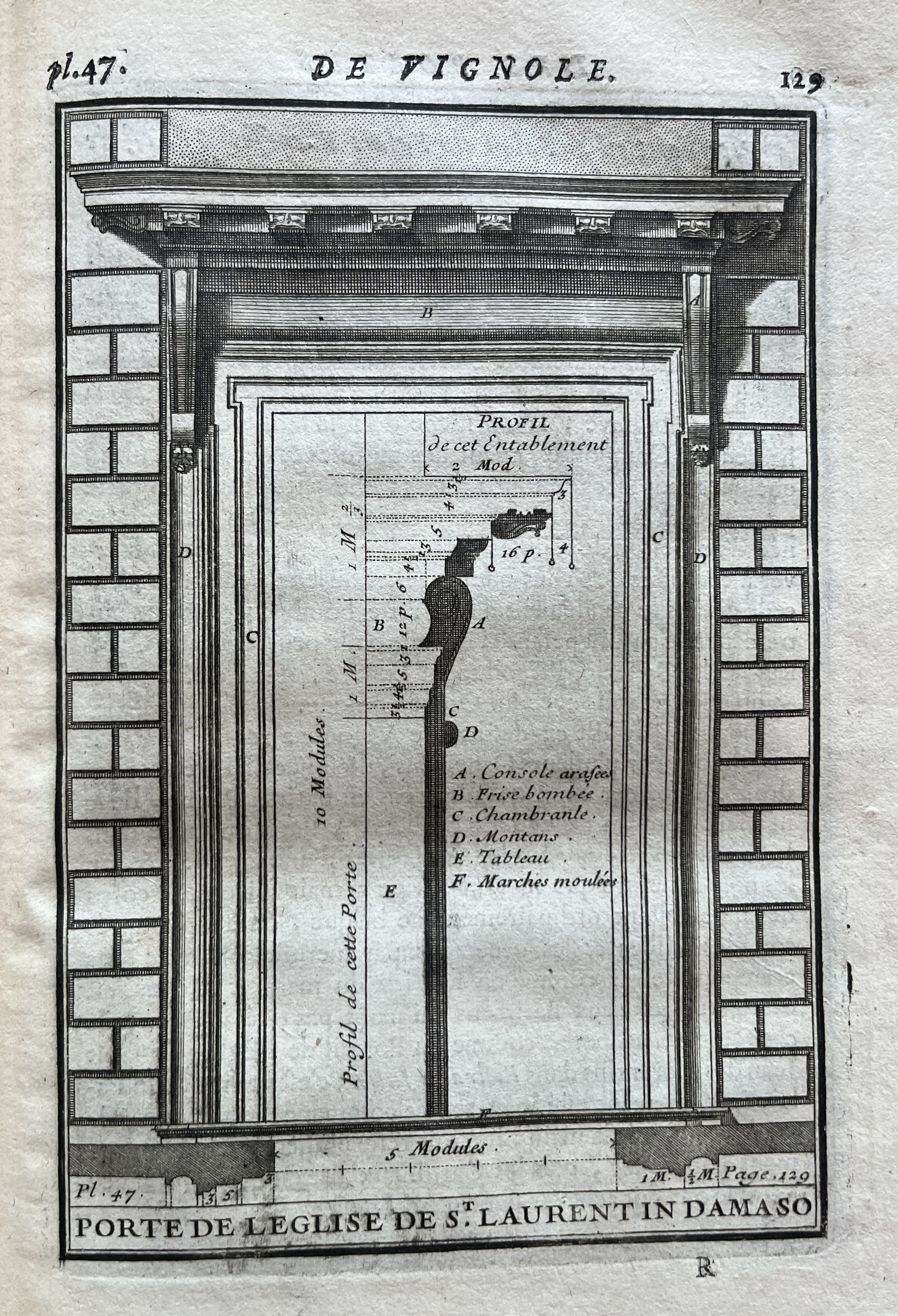
Plan de la porte, par Vignole.

### Articles liés
- Liste des églises de Rome
- Liste des basiliques de Rome
- Église Santa Maria in Publicolis, église dépendante